# Рико, Альба
Альба Рико Наварро (исп. Alba Rico Navarro), (род. 26 февраля 1989 года, Эльда, Аликанте, Испания) — испанская актриса, певица, танцовщица и модель.
В России известность ей принесла роль Нати в телесериале «Виолетта» канала Disney.

## Биография
Родилась 26 февраля 1989 года в Эльде, Аликанте, Испания. Альба — старший ребёнок в семье. Актёрское мастерство девушка начала изучать с 14 лет. Имеет диплом бакалавра Arte Dramático por la ESAD (в Мурсии). В 2010 году приняла участие в спектакле «La Gasolinera». Также Альба является одним из основателей проекта Dr.Clown, целью которого является развлекать детей в больнице города Эльды.

## Карьера
В биографии Альбы Рико стоит выделить 2010 год, когда она приняла участие в спектакле «La Gasolinera» (Fulgencio M. Lax). В этом же году девушка получает награду за лучшую женскую роль на испанском фестивале Alegria.
На родине Альба уже была признанной профессиональной актрисой, когда её пригласили принять участие в съемках аргентинской теленовеллы «Виолетта». Так, она получила роль неуверенной в себе, но талантливой ученицы студии-Нати.

### Театр
- 2010 «La Gasolinera» de Fulgencio M. Lax.
- 2013—2014 «Violetta en Vivo»
- 2015 «Violetta Live»

### Фильмография
| Год       |   | Русское название | Оригинальное название | Роль |
| --------- | - | ---------------- | --------------------- | ---- |
| 2012—2015 | с | Виолетта         | Violetta              | Нати |

### Дискография
- 2012: Violetta[2]
- 2012: Cantar es lo que soy[3]
- 2013: Hoy somos más[4]
- 2013: Violetta en vivo[5]
- 2014: «Gira Mi Cancion»
- 2015: «Violetta Live»

## Награды
В 2010 году приняла участие в спектакле «La Gasolinera» (Fulgencio M. Lax). В этом же году девушка получает награду за лучшую женскую роль на испанском фестивале Alegria